# Polynesiska språk
Polynesiska språk är en undergrupp inom de oceaniska språken, som är en gren av de austronesiska språken. I gruppen ingår cirka 30 språk med omkring 700 000 talare. De polynesiska språken talas huvudsakligen i Polynesien men det finns även några språk från undergruppen i Mikronesien och Melanesien.

## Allmänt om polynesiska språk
Språken är spridda över ett stort område, men trots detta är språkgruppen relativt homogen eftersom det endast är 2 500 åren som språken spritt sig från ursprungsområdet runt Tonga och Samoa. 
Tonganska, samoanska, tahitiska, maori och hawaiiska hör till de mer välkända polynesiska språken:
- Tonganska är det officiella språket på Tonga.
- Samoanska talas av 200 000 personer.
- Maori talas av 100 000 personer.
- Tahitiska används som lingua franca i Franska Polynesien. Antalet modersmålstalare är okänt.
- Hawaiiska har haft omkring 100 000 talare, men har nu få talare.

Språket på Påskön, rapanui, är det enda polynesiska språket som har utvecklat ett eget skriftsystem, rongorongo. Övriga språk inom undergruppen skrivs med det latinska alfabetet.
De polynesiska språken har mycket enkla ljudsystem med mellan åtta och tolv konsonanter och fem vokaler. Dessutom förekommer inte två konsonanter i följd. Denna enkelhet leder till att språken har många ord som betyder olika saker, men ändå uttalas likadant, dvs språken är rika på  homonymer.
Ord som tabu och tatuera i svenskan är lånade från det polynesiska språket tahitiska.

## Den polynesiska språkgruppen
- Polynesiska språk (37)[3]
  - Kärnpolynesiska  (35)
    - Östpolynesiska (13) 
      - Centralpolynesiska (12) 
        - Rapa [ray] (språk i Franska Polynesien)
        - Marquesiska språk (4)
          - Hawaiiska  [haw] (språk talat på Hawaii, USA)
          - Mangareva  [mrv] (språk talat på Gambieröarna, Franska Polynesien)
          - Nordmarquesiska [mrq] (språk talat på Marquesasöarna, Franska Polynesien)
          - Sydmarquesiska [mqm] (språk talat på Marquesasöarna, Franska Polynesien)

        - Tahitiska språk (7)
          - Australiska [aut] (språk talat på Australöarna, Franska Polynesien)
          - Rarotongesiska [rar] (språk på Cooköarna)
          - Maori [mri] (språk på Nya Zeeland)
          - Penrhyn [pnh] (språk på Cooköarna)
          - Rakahanga-Manihiki [rkh] (språk på Cooköarna)
          - Tahitiska [tah] (språk talat på Sällskapsöarna, Franska Polynesien)
          - Tuamotuiska [pmt] (språk talat på Tuamotuöarna, Franska Polynesien)

      - Rapanuispråk (1)
        - Rapa Nui [rap] (språk talat på Påskön, Chile)

    - Samoic-Outlierspråk (22)
      - Östliga Uvean-Niuafo’ouspråk (2)
        - Niuafo’ou [num] (språk på Tonga)
        - Walliska [wls] (språk talat på Wallisöarna, Wallis- och Futunaöarna

      - Elliceiska språk (8)
        - Kapingamarangi [kpg] (språk talat på Kapingamarangi, Mikronesien)
        - Nukeria [nur] (språk på Papua New Guinea)
        - Nukumanu [nuq] (språk på Papua New Guinea)
        - Nukuoro [nkr] (språk på Nukuoro, Mikronesien)
        - Ontong Java [ojv] (språk talat på Otong Java-atollen, Salomonöarna)
        - Sikaiana [sky] (språk talat på Sikaiana, Salomonöarna)
        - Takuu [nho] (språk talat på Takuu, Papua New Guinea)
        - Tuvaluanska [tvl] (språk på Tuvalu)

    - Futuniska språk (9)
      - Anuta [aud] (språk talat på Anuta, Salomonöarna)
      - Emae [mmw] (språk på Vanuatu)
      - Fagauvea [uve] (språk i Nya Kaledonien)
      - Östfutuna [fud] (språk på Wallis- och Futunaöarna)
      - Futuna-Aniwa [fut] (språk talat på Futuna och Aniwa, Vanuatu)
      - Mele-Fila [mxe] (språk på Efate, Vanuatu)
      - Rennell-Bellona [mnv] (språk på Salomonöarna)
      - Tikopia [tkp] (språk talat på Tikopia, en av Salomonöarna)
      - Vaeakau-Taumako [piv] (språk på Salomonöarna)

    - Pukapukaspråk (1)
      - Pukapuka [pkp] (språk talat på Pukapuka, Cooköarna)

    - Samoiska språk (1)
      - Samoanska [smo] (språk på Samoa)

    - Tokelauanska språk (1)
      - Tokelauanska [tkl] (språk på Tokelau)
- Tongiska språk (2)
  - Niueanska [niu] (språk på Niue)
  - Tonganska [ton] (språk på Tonga)

## Grammatik
De polynesiska språken är analytiska. Det innebär att olika grammatiska betydelser uttrycks genom partiklar eller prepositioner, och inte genom böjningsformer.
Många polynesiska språk har VSO (verb - subjekt - objekt) som grundläggande ordföljd. Detta till skillnad från till exempel svenska, där den vanliga ordföljden är SVO. Subjektet är den som gör det som verbet anger och objektet är det som är föremål för vad verbet anger. Om vi i svenskan säger "fågeln ser trädet", säger man i många polynesiska språk "ser fågeln trädet". I en del polynesiska språk har man dock ganska stor frihet att ändra på ordföljden, om det är något man vill betona.
Man använder sig av prepositioner istället för postpositioner. Adjektiv står efter de substantiv de bestämmer. "Stor fågel" blir då "fågel stor". I genitivkonstruktioner står ägaren efter det ägda. "Fågelns bo" blir då "bo fågelns".
Systemet för personliga pronomen är mer komplext än i till exempel svenska. Vad gäller antal, skiljer man inte bara mellan singularis (ental) och pluralis (flertal), utan man har även särskilda former för dualis (tvåtal). Dessutom skiljer man mellan exklusiva och inklusiva former av första person i pluralis och dualis. D.v.s., man har olika former av "vi" beroende på om den man talar med antas vara inkluderad eller inte.